# Gil-Galad
Ereinion Gil-galad är en fiktiv karaktär i J.R.R. Tolkiens värld om Midgård. Han var den sjätte och siste av Noldors storkonungar i Midgård. Han är son till Orodreth (i Silmarillion var han är son till Fingon), som i sin tur var son till Angrod av Finarfins hus.
Gil-galad var en ättling till Noldor, Teleri och Vanyar, för hans gammelfarmor Eärwen, som var gift med Finarfin, är dotter till Olwë av Teleri och hans gammelfarfars farmor Indis, gift med Finwë, var en av Vanyar. Men trots det så räknas han som en av noldor.
Gil-galad hade sitt kungarike i Lindon i norr. Under Gil-galads regeringstid smiddes maktens ringar av alvsmederna i Eregion och alverna tvingades kämpa mot Sauron ett flertal gånger. Gil-galad mötte sin död av Saurons hand i den så kallade sista alliansen mellan alver och människor när Sauron nedkämpades och härskarringen togs ifrån honom av Isildur.

## Etymologi
Gil-galads namn betyder "Strålglänsande stjärna" på det alviska språket sindarin. Namnet består av elementen Gil ("stjärna") och galad ("strålglans"). Hans hederstitel (epessë) var Ereinion som betyder "Kungaättling", från erain = "kungar" och ion = "son". 
Gil-galad var även kallad Rodnor, som var hans fadernamn, medan Gil-Galad var hans modernamn. Hans namn på Quenya var Artanáro , 